# Frundsbergfest

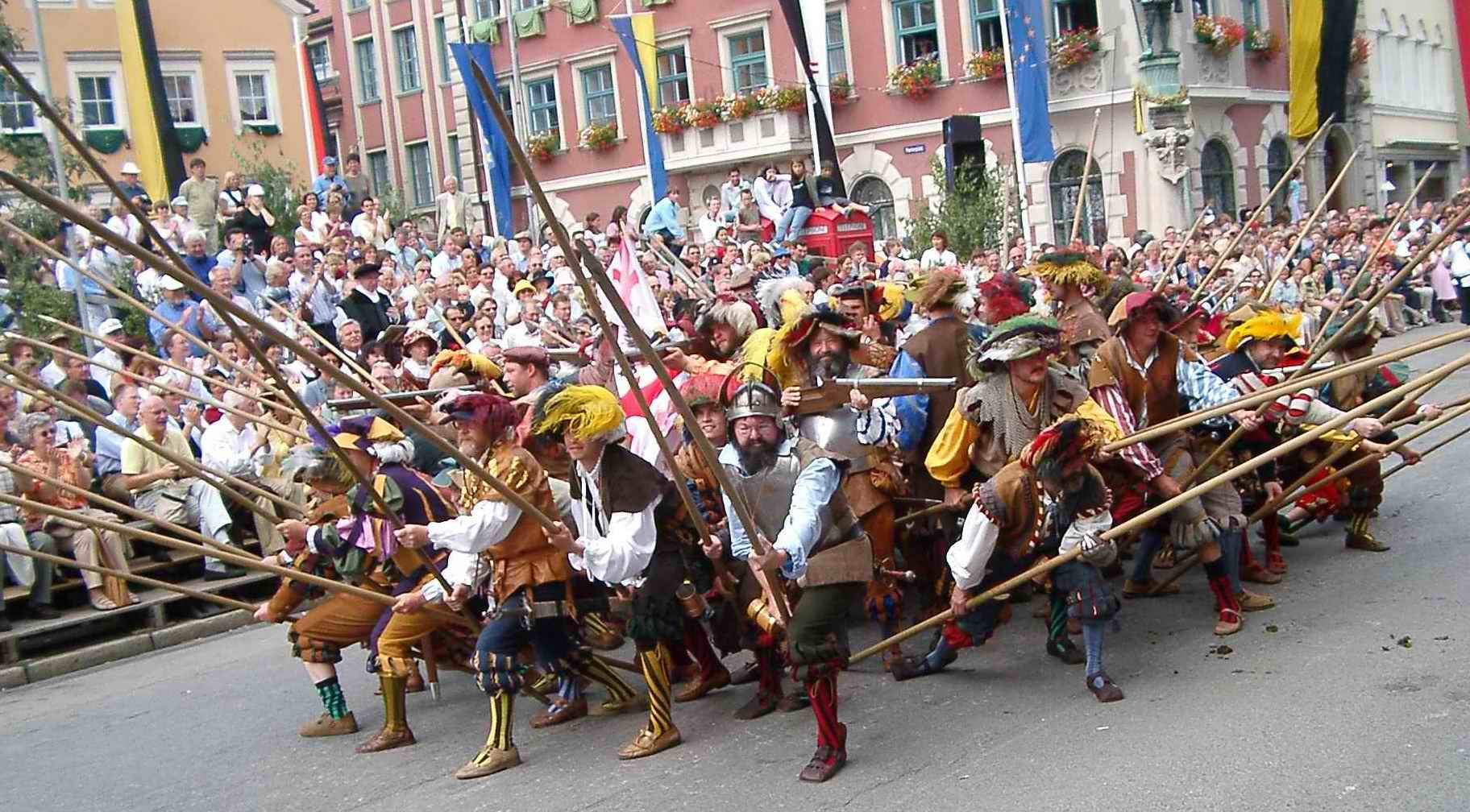
Frundsbergfest im bayerischen Mindelheim (Landkreis Unterallgäu).

Das Frundsbergfest in Mindelheim im mittelschwäbischen Landkreis Unterallgäu ist eines der größten historischen Stadtfeste in Deutschland. Es wird seit 1853 alle drei Jahre im historischen Zentrum der Stadt abgehalten. Das Fest wird zu Ehren des Ritters und Kaiserlichen Feldhauptmannes Georg von Frundsberg gefeiert, der seinen Sitz auf der Mindelburg hatte, die sich hoch über der Stadt befindet. Viele Bewohner, darunter zahlreiche Kinder, tragen historische Kostüme. Große Festzüge mit über 2.000 Mitwirkenden sowie Freilichtspiele, Vorführungen von alten Handwerkszünften, Gauklerdarbietungen, ein historischer Bauernmarkt, Altstadtfeste und mittelalterliches Lagerleben, nachgestellte Schlachten, aber auch Konzerte in der Jesuitenkirche und zeitgenössisches Theaterspiel in Hinterhöfen der Altstadt erwecken die damalige Zeit wieder zum Leben.
Veranstalter ist der Frundsberg Festring in Zusammenarbeit mit verschiedenen Mindelheimer Vereinen. Das nächste Fest ist für 2026 geplant.

## Geschichte

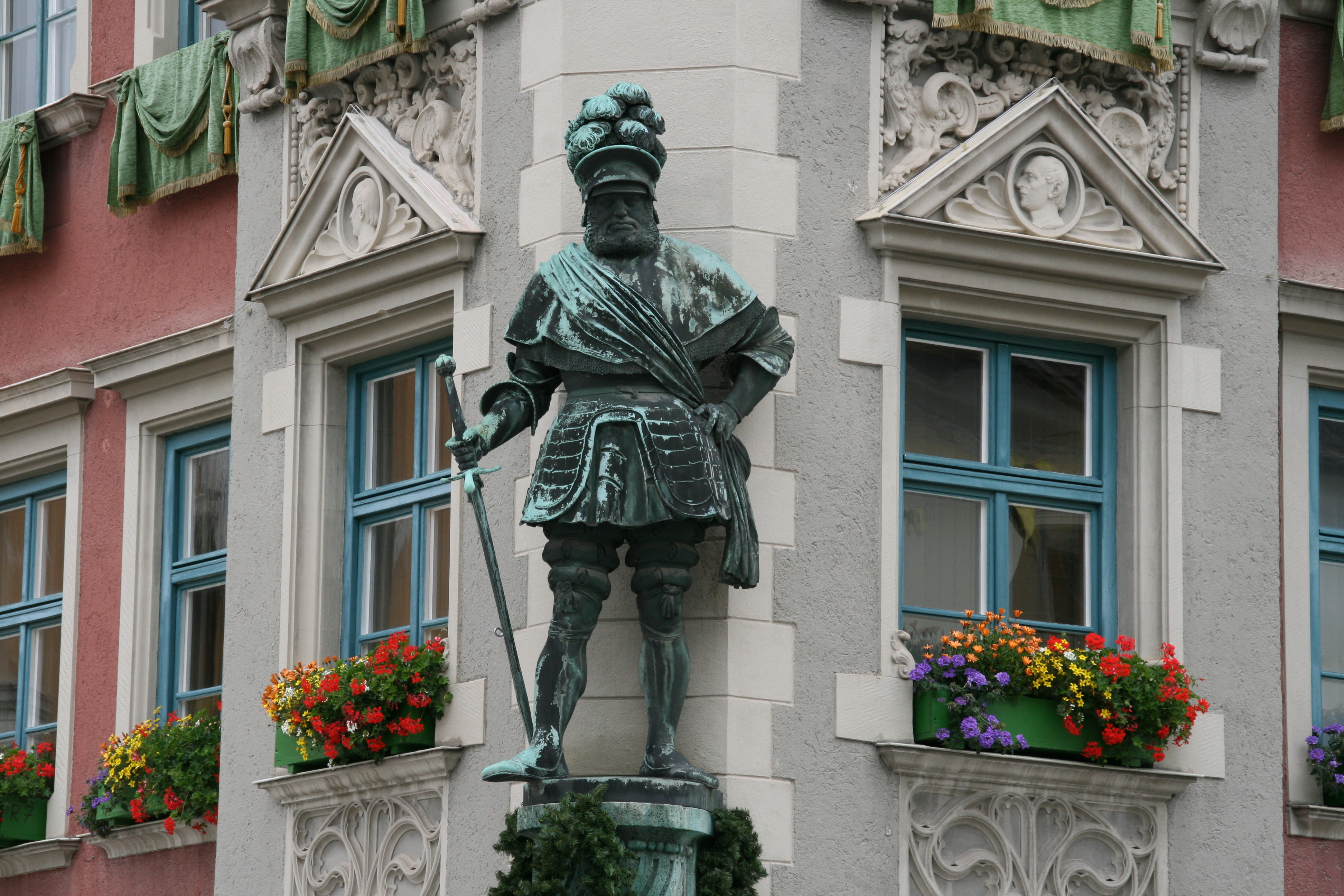
Frundsberg-Standbild am Rathaus.

Ursprünglich war das Frundsbergfest ein reines Kinderfest, das unregelmäßig stattfand. Die Wurzeln liegen im Jahr 1836 als erstmals Kinder mit ihren Schullehrern zum Katharinenberg zogen und mit Spielen an den einstigen Stadtherrn Georg von Frundsberg erinnerten. Das nächste inoffizielle Frundsbergfest fand 1855 statt, als an der Mindelburg, Sitz der Familie Frundsberg, eine Gedenktafel angebracht wurde.
Weitere Feste sind für die Jahre 1869, 1872, 1873, 1875, 1884 und 1895 dokumentiert. Mit Aufstellung des Frundsberg-Standbilds am Mindelheimer Rathaus 1903 wurde der Veranstaltungsmittelpunkt von der Mindelburg in die Altstadt verlegt. Ab 1912 kümmerte sich der Mindelheimer Bürgerverein um die Organisation des Frundsbergfests. 1933 benannte sich der Bürgerverein in Frundsbergfest-Verein um.
Nach dem Zweiten Weltkrieg fanden 1950, 1953, 1956, 1967, 1970 und 1973 Frundsbergfeste statt. Ab 1949 wurden die Feste vom Frundsberg-Stadtverband e.V organisiert, seit 1966 von der Mindelheimer Faschingsgesellschaft Mindelonia. Seit 1977 veranstaltet der Frundsberg Festring Mindelheim e.V. das Frundsbergfest.
Seit 1976 ist das Fest kein reines Kinderfest mehr, sondern wird auch von Erwachsenen gefeiert. Seit diesem Zeitpunkt kehrt die Stadt alle drei Jahre für elf Tage ins Mittelalter zurück. Die Altstadt ist während dieser Zeit für den Autoverkehr gesperrt.
Auf dem Programm stehen u. a. Festzüge an den Sonntagen, Theaterstücke und Konzerte. Ergänzt werden die zahlreichen Programmpunkte durch einen Handwerkerhof, einer Zunftstraße, einem historischen Bauernmarkt, Hinterhoftheatern und Lagerleben bei den Altstadtfesten. Seit dem Jahr 2006 wird auch das Schlachtgeschehen auf der Schwabenwiese nachgestellt. Im Jahr 2016 erhielt der Veranstalter den Heimatpreis Bayern.
Ähnlich den Passionsspielen in Oberammergau lassen sich auch die Mindelheimer Männer in den Frundsbergfest-Jahren die Bärte wachsen, die am letzten Veranstaltungstag in den Lagern rasiert werden.
Aufgrund der Corona-Pandemie wurde der reguläre Termin 2021 zunächst auf 2022 verschoben. Auch für 2022 wurde das eigentliche Frundsbergfest abgesagt und stattdessen eine alternative Veranstaltung in kleinerem Rahmen durchgeführt. 2023 fand das Fest wieder in gewohntem Rahmen statt. Der nächste Termin ist vom 26. Juni bis 5. Juli 2026.

## Bilder

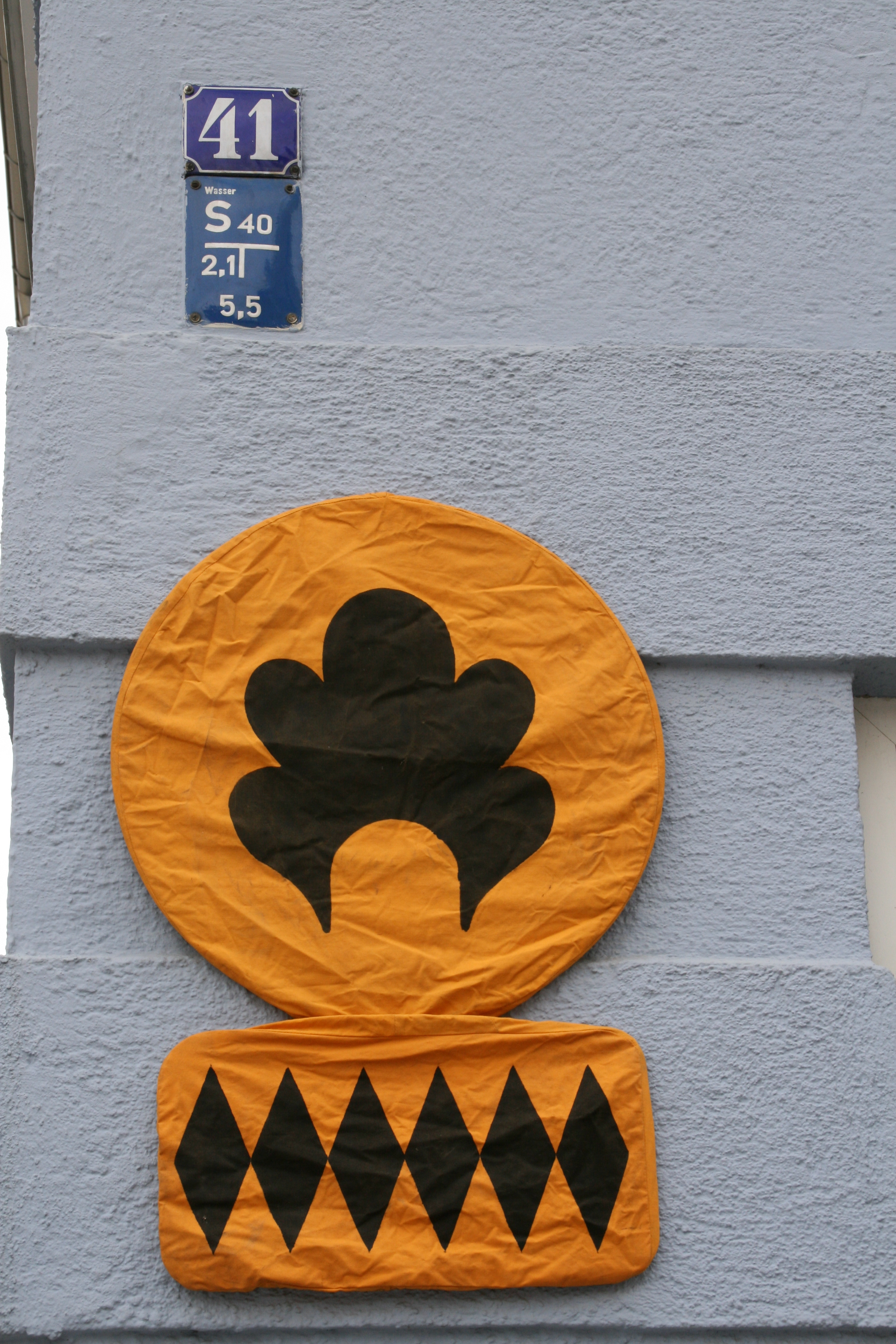
Verhüllte Verkehrszeichen in der Innenstadt während des Frundsbergfestes
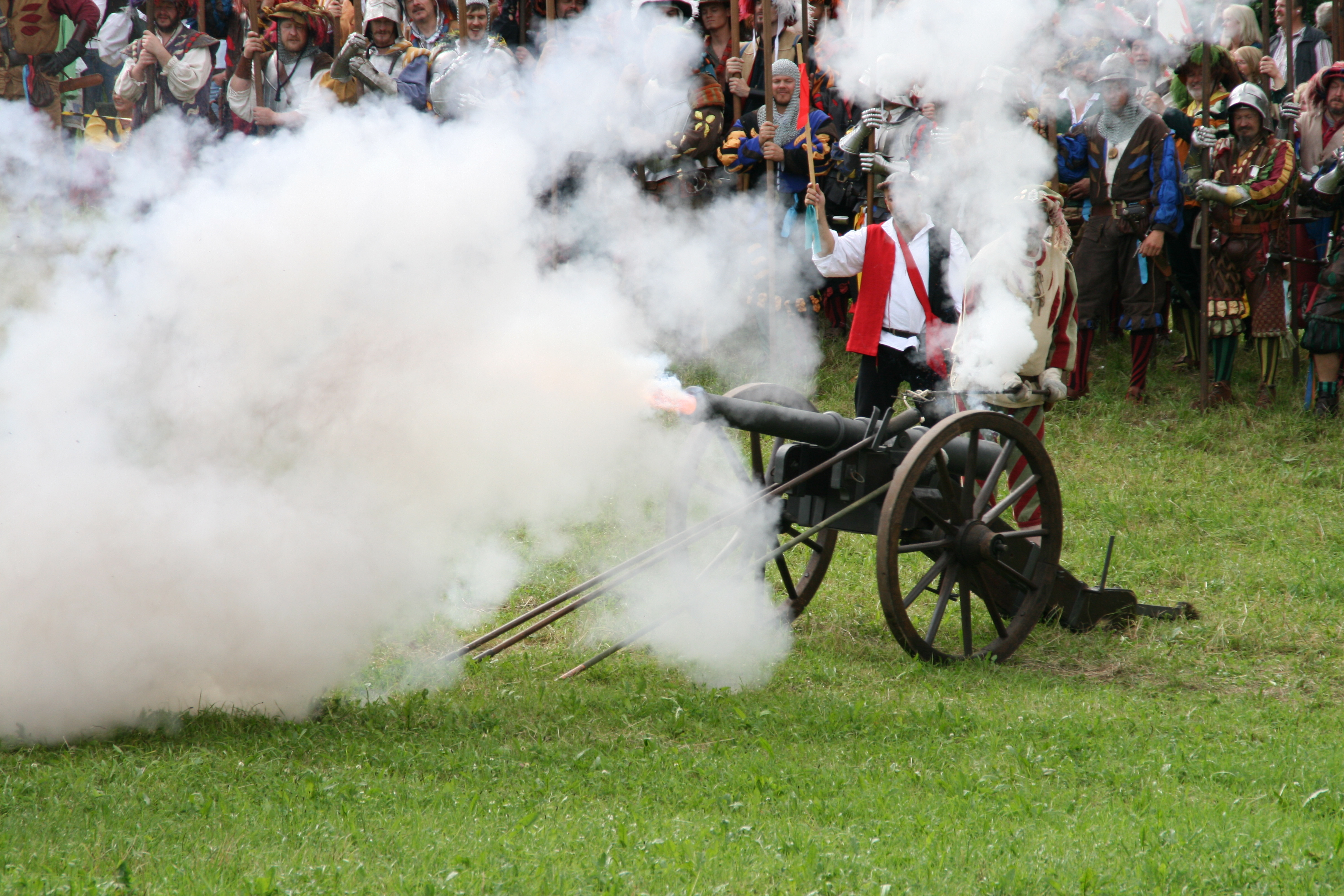
Kanone beim Frundsbergfest
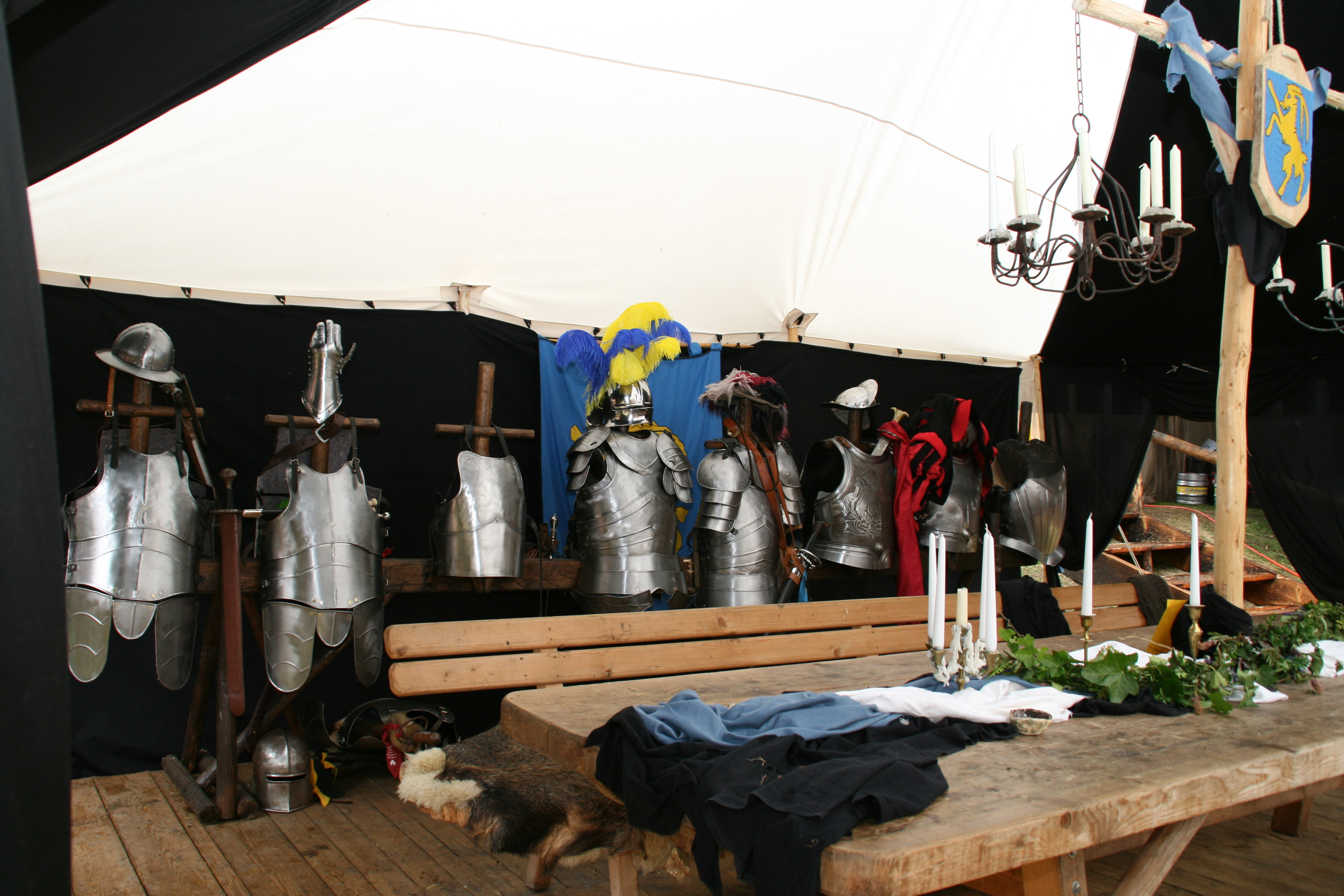
Ritterrüstungen im Lager des Fähnleins Ems im Stadtgraben
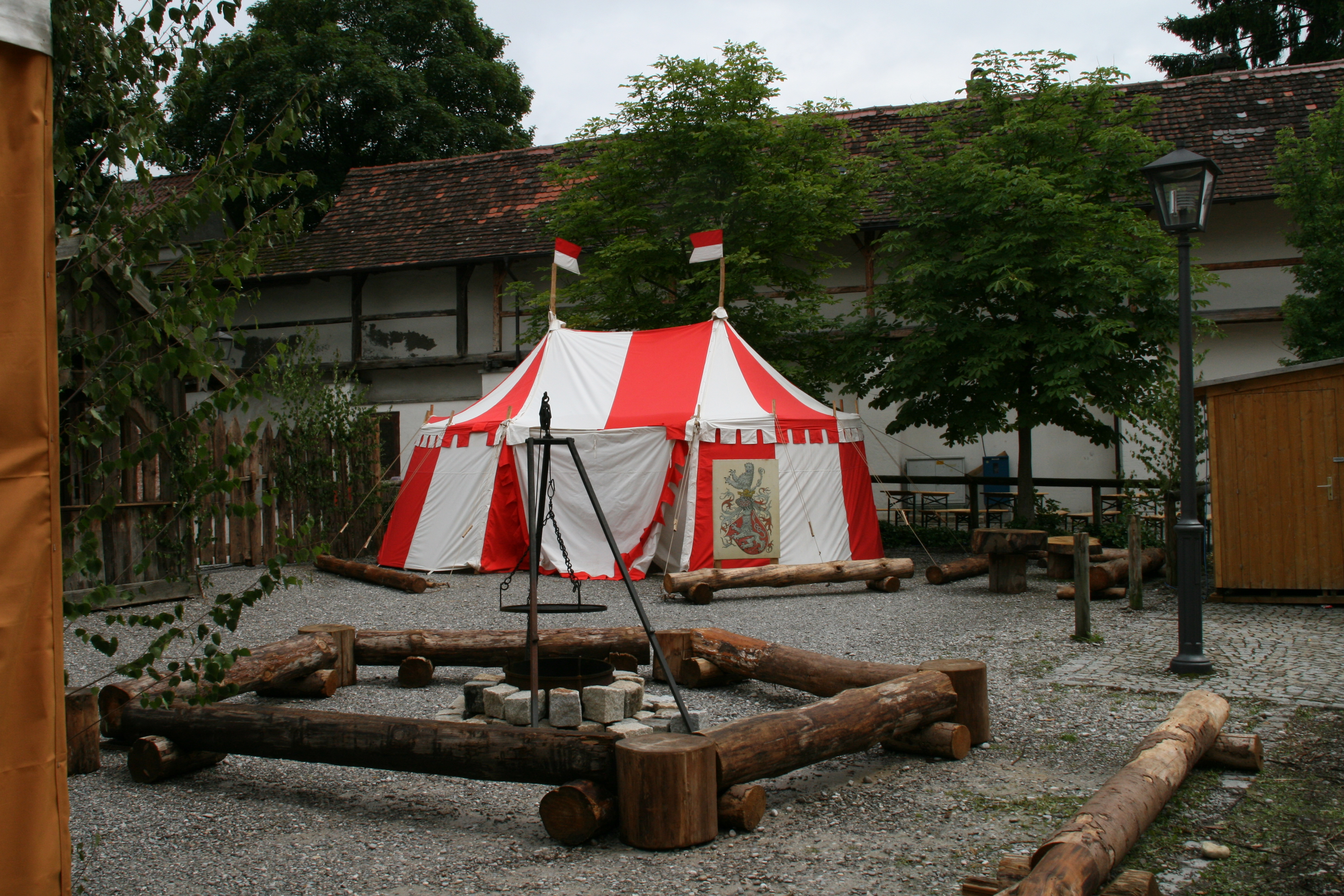
Fähnlein-Zelt an der Mindelheimer Stadtmauer
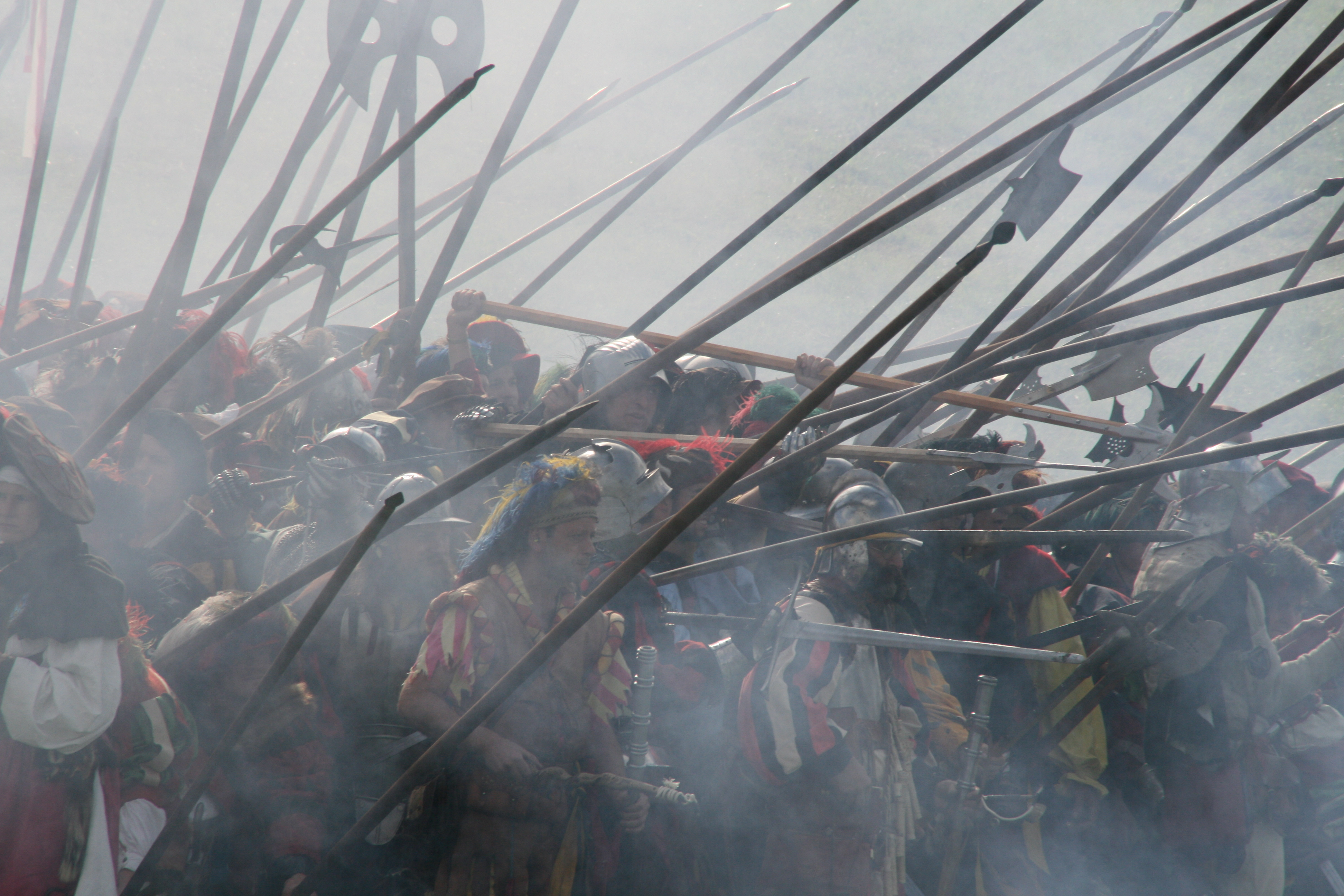
Schlachtgetümmel unterhalb der Mindelburg
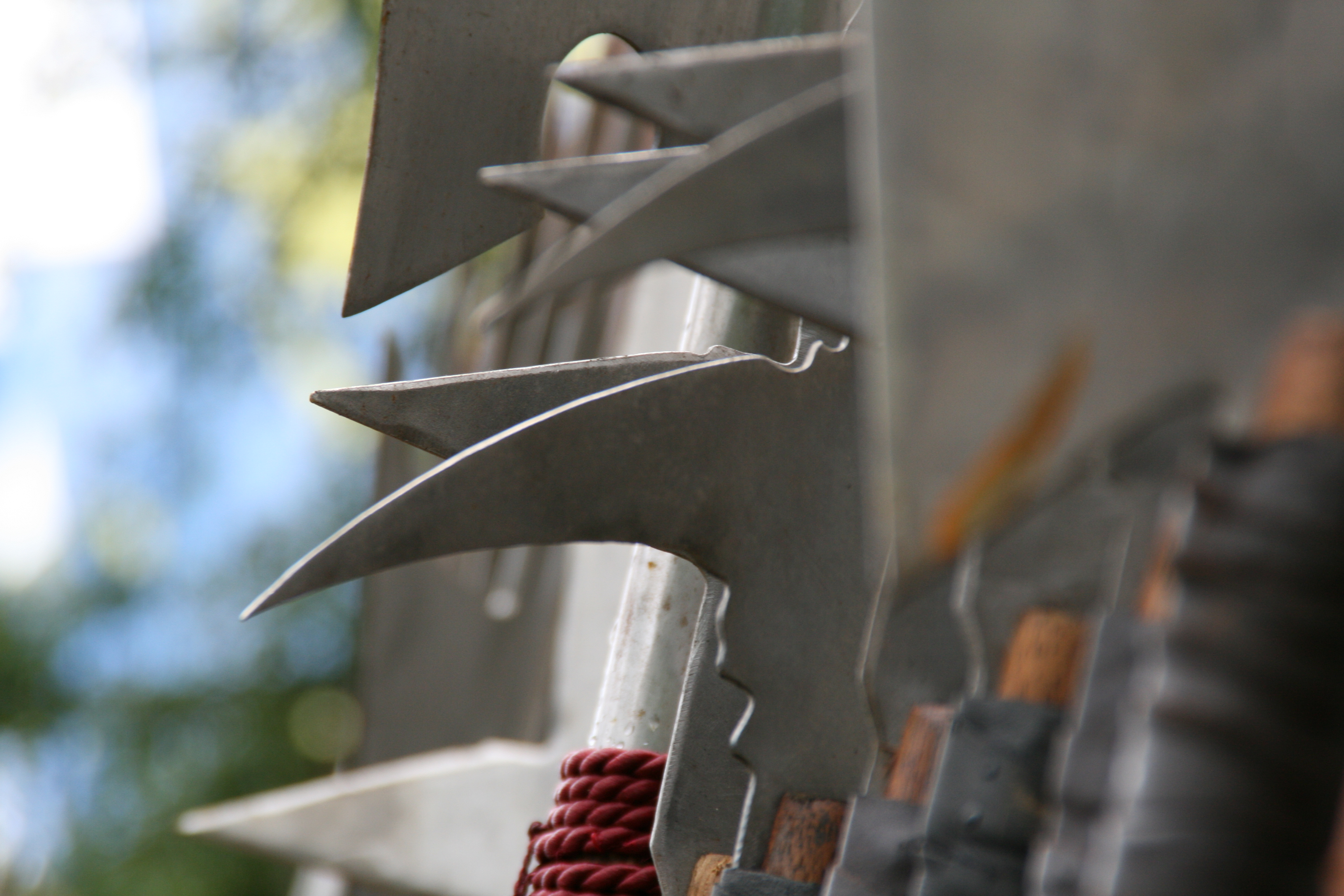
Aufgereihte Hellebarden
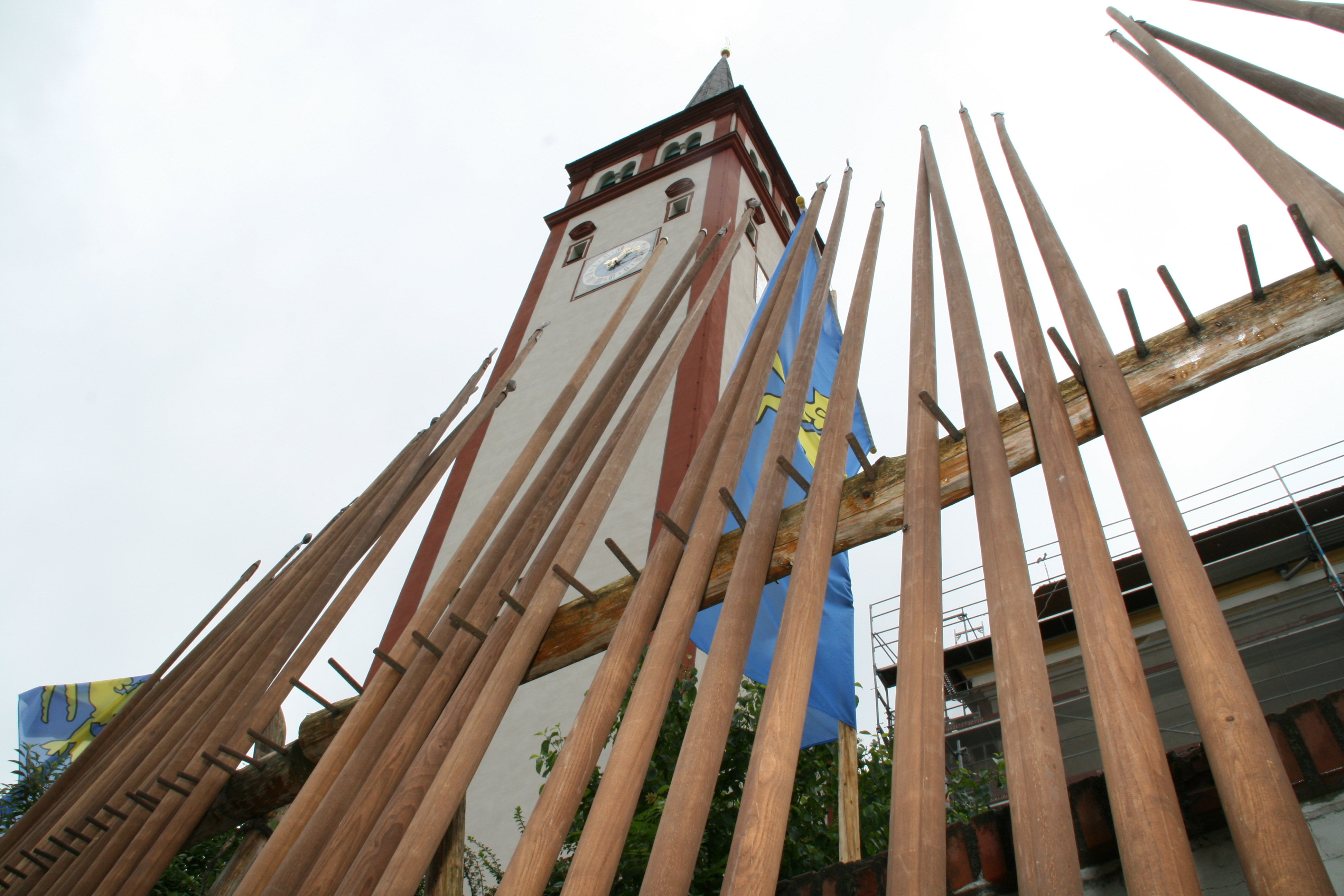
Aufgereihte Spieße vor der Stadtpfarrkirche